# Apomecyna albovaria
Apomecyna albovaria är en skalbaggsart som beskrevs av Stefan von Breuning 1954. Apomecyna albovaria ingår i släktet Apomecyna och familjen långhorningar.
Artens utbredningsområde är Kenya. Inga underarter finns listade i Catalogue of Life.